# Acritoptila ouenghica
Acritoptila ouenghica is een schietmot uit de familie Hydroptilidae. De soort komt voor in het Australaziatisch gebied.